# 山達基教會
山達基教會是一系列相互關聯的企業實體和組織，致力于實踐、傳播和管理山達基這一新興宗教。山達基運動充滿爭議，根據多國政府調查結果、國際議會機構、學者、法官的觀點和眾多高級法院的判決，山達基教會被認爲是危險的邪教和有心理操縱性的盈利機構。1979年，教會組織的幾位高層主管因盜竊政府公文等多項罪名被美國聯邦法院定罪且入獄:168。山達基教會在2009年被法國一個法院判定為犯有欺詐罪，法国最高法院於2013年終審維持這一判決。在德國它被列爲威脅德國憲法的教派。在法國，它被列為危險邪教。與此同時，在某些國家，它透過不懈地訴訟成為了獲得法律承認的宗教。
國際山達基教會（CSI）是全球所有山達基教會的總會，負責國際層級的教會管理和傳教事宜:172。國際山達基教會的總部位於為美國加利福尼亞州洛杉磯附近的黃金基地:275。世界各地的山達基教會則是各自營運，並擁有自己的董事會及執行長。所有山達基教會的主管和重要職員，以及教會管理組織則均由“海洋機構”的成員完全控制。海洋機構是一個法律上未注冊的準軍事組織，由「山達基精英、最内部的奉獻核心」組成。靈性技術教會（CST）持有宗教書籍和商標的版權。
全球第一間山達基教會創立於1953年12月，由山達基創始人L·羅恩·賀伯特所創。隨後教會出於業務職能分割、掩護和擴張等原因形成了目前的組織網絡。教會最高領袖大衛·密斯凱維吉為宗教技術中心理事會主席，也是海洋機構最高級別的軍官（內部稱其為上校）。

## 理念

L·罗恩·贺伯特，山達基教創始人、山達基教會的創辦人。

創辦人L·羅恩·賀伯特解釋「山達基」名稱的起源自拉丁文"scio"，意思是「認識與區辨」
。
然而創辦人L·羅恩·賀伯特的組織在美國遭受相當大的反彈。1951年元月，紐澤西人體試驗者委員會（the New Jersey Board of Medical Examiners）控告L·羅恩·賀伯特的基金會「無照教授醫學」

。
山達基教會曾在1970年代秘密進行山達基教全球「漂白」計畫，透過竊取各國政府對於山達基教的負面文件或篡改來達成目的，稱其為「白雪公主行動」。此計畫是美國有史以來最大宗的間諜賄賂案。後來11位山達基教的高層被美國法院以妨礙司法公平、竊取政府文件、擅闖政府機關定罪。
L·羅恩·賀伯特的相關組織目前在德國被判定為「違反憲法的教派」("anti-constitutional sect"/verfassungsfeindliche Sekte)；在法國則初步被認定為「邪教」。

## 服務組織
山達基宗教服務組織和宣教團隊存在於世界上很多個國家，其職員會把其中較大的中心稱為「服務機構」（英文organizations，常用縮寫orgs）:476。一個地區的山達基主要組織稱為「中央機構」或「理想機構」，如台灣高雄理想機構。全球教會的母教會為國際山達基教會，法定地址是在加州洛杉磯好萊塢大道6331號的擔保大廈（Hollywood Guaranty Building）內；實際運營的中心則爲位於加州圣哈辛托的黃金基地（Gold Base），為其核心組織海洋機構總部，和教會的宣傳部門所在地。
自2000年以來，山達基重心開始由美國往台灣發展。根據2015年6月教會内部「Sec-Check」的統計資料，山達基台北中心的書籍週銷量、輔導課時數，以及新募信徒數，均名列全球各中心之首。

### 外圍牧師
從商業角度來看，外圍牧師（field ministries）作爲傳教士的運作方式就像加盟連鎖商鋪。「牧師」并非教會直屬的神職人員，而是獨立管理自己的組織，組織商標等則由國際賀伯特牧師聯盟（I HELP）授權運營，網站、營銷策略等相似。這個層級的組織對外傳教和招徠吸引新信徒，並使用「山達基技術」為學員提供入門諮詢服務，目的是將這些客戶推向更高級別的服務組織從而收取佣金:334。此類組織名稱通常不直接提及戴尼提或山達基，而使用諸如“生活新知館”、“生活顧問社”、“生活諮詢中心”、亦或是“教育訓練機構”、“學堂”、“心理顧問公司”等名稱。
為山達基介紹新人的外圍職員（field staff members, FSM）會獲取新人使用服務金額15%的佣金作爲回報：如新人支付了8000美元的訓練課程，當新人在機構使用課程之後，外圍牧師即可獲得1200美元佣金:181。
高級外圍職員也可以「聽析」，但需要上繳營業收入的10%：如學員支付3200美元聽析費用（會員價），320元需要上繳國際賀伯特牧師聯盟。

### 山達基中心
這些教會中心（Missions）也常稱爲「生活改善中心」（Life Improvement Centers）或「戴尼提中心」（Dianetics Centers），是各個地方山達基教會經營的小型店面。以臺灣為例，大臺北地區即有台北中心、復興中心、大安中心和首都中心等數家中心。中心出售書籍並提供新人基本的山達基技術服務，如書籍研習班或者淨化程式，以引起人們對山達基的更深層次的興趣並踏上「通往完全自由之橋」開始修行。
山達基中心構成了山達基招徠信徒的最重要手段，稱爲“山達基的命脈”（Scientology's life blood）。中心需要向1981年成立的山達基中心國際總部（SMI）上繳10%或更高比例的利潤，一旦拒絕則會被宣佈為“壓抑者”，並且他們的銀行帳戶會被查封。根據山達基教會的數據，到2002年，美國共有197個傳教中心，到2008年，國際上共有3200個中心，遍布129個國家:137-139,159:95-97,157,300。

### 中央機構 / 五級機構
中央機構（Central org）這個層級的組織是大多數人所認為的「山達基教堂」。 它可以提供全面的聽析和聽析員的訓練服務，最高可達「通往完全自由之橋」的“清新”水準。 因爲「五段課程」是中央機構可提供的最高等級的山達基訓練，他們也被稱為「五級機構」（Class V org）。

#### 理想機構
理想機構（Ideal org）是2003年以來中央機構中的特殊類別。依照山達基最高領導人大衛·密斯凱維吉的「理想機構」標準，這些機構須收購大型建築，將其翻新並裝潢完善。

### 聖崗機構 / 高階機構
聖崗機構（Saint Hill org）是提供聽析和訓練服務的高階機構（Advanced org）類別，以位於英國西薩塞克斯郡東格林斯特德的賀伯特故居「聖崗莊園」命名。山達基人在透過VI級課程（聖崗特別講解研修）最高可進行八級課程訓練，同時提供清新之上的高階層聽析（新OT級別I至V）。在英國東格林斯特德、丹麥哥本哈根、南非約翰尼斯堡、澳洲雪梨和美國洛杉磯均有聖崗機構。洛杉磯的聖崗教會和高階機構則是兩家分開獨立的:49-50。

### 旗艦服務機構
旗艦服務機構（Flag Service Org），簡稱旗艦（Flag），位於美國佛羅里達州清水鎮，是全球最大的山達基教會，也是全球山達基社區的核心。可提供橋以外的專門的額外聽析服務，包括超力量程式（Super Power Rundown，清理過去品格與司法軌跡）、L程式（L's rundowns，去除和過去壓抑者連結的因素）、主導復甦程式，以及個案解決程式。旗艦機構也是各個五級機構職員的主要培訓機構，這些前來的學員被稱為「機構外學員」，在參加訓練的同時也為對旗艦機構職員服務。
該機構提供到新OT VII級別的高階聽析，並對海洋機構職員進行秘密上層聽析訓練，也監督OT V-VIII級別的其他人員:52ff。旗艦服務機構也提供「旗艦函授研修課程」（Flag Extension Course），讓山達基人透過函授教學方式來學習山達基教的基礎書、演講、大會和高階臨床課程演講，機構同時配備輔導員每週督促山達基人完成特定的課業，並支付捐款。

### 旗艦船服務機構
旗艦船（原文如此）服務機構（Flag Ship Service Org）在加勒比海自由風之船上運作的服務機構的名稱，它提供最高的OT階層（OT VIII)聽析服務:55ff。

## 管理機構
所有山達基組織均由海洋機構的成員完全掌控。該組織不是一個公司，是由「山達基的精英、最內部的奉獻核心」組成的一個準軍事組織——大衛·密斯凱維吉是山達基機構內部最高級別的海洋組織官員，並被該組織稱為上校。
國際山達基教會（CSI）是官方的“母教會”，負責指導其他山達基教會:270:172。
靈性技術教會（CST）是擁有賀伯特遺產所有版權的組織。
還有許多其他管理組織，包括準將信使機構（Commodore's Messenger Organization）、看門狗委員會（Watchdog Committee）、大陸聯絡處（Continental Liaison Offices）以及管理傳播和外圍活動的組織:9,10,26。
在1950年代和1960年代，管理機構是賀伯特國際山達基人協會（Hubbard Association of Scientologists International, HASI），從1966年到1980年代，管理機構是加州山達基教會（Church of Scientology of California, CSC）:131，之後職能交予現在的國際山達基教會。

## 出版和媒體組織

### 黃金年代製片公司
黃金年代製片厰位於加利福尼亞州，佔地500多英畝，也稱為黃金基地，自1979年以來為山達基教會所有。

### 山達基媒體製作和山達基網絡
2011年，山達基教會購買了KCET-TV的攝影棚設施。經過五年的翻修和升級，這片佔地4.5英畝的地產於2016年重新開放，更名為「山達基媒體製片公司」，作爲其全球的宣傳中心。這些設施包括「三個攝影棚、後製工具、控制室、音樂工作室、混音室、藝術部門、場景商店、廣播亭、放映室、雜誌製作空間、現場活動中心」和136,000平方英尺的場地。2018年，他們推出了山達基聯播網，負責電視、網路、社群媒體網路、播客、串流影片等行銷管道。

### 橋出版社和新紀元出版社
橋出版有限公司（Bridge Publications, Inc.）于1981年在美國加州成立，是山達基教書籍和雜誌的在美洲、亞太地區和非洲的出版商，其子公司新紀元國際出版公司（New Era Publications International, Aps）位於丹麥哥本哈根，是歐洲、獨立國協、中東、南亞的出版商:211。
過去教會的出版組織包括Distribution Center Inc.（馬里蘭州，1955 年）、美國出版組織（Publications Organization United States，加州，1971 年）和Scientology Publications Limited（英國，1991 年）.。
橋出版社的印刷和配送中心位於加州科默斯奧林匹克大道東5600號，截至2023年佔地185,000 平方英尺，印製該組織的雜誌和其他山達基材料。該中心的印刷機每小時可印刷55000頁。倉儲和運輸部門完全自動化，每周可處理50萬件物品。
整個山達基網路中有若干家出版社在主印刷中心印刷，包括有效教育出版公司、自由出版公司和銀河出版社（Galaxy Press）。

### 作者服務公司和銀河出版社

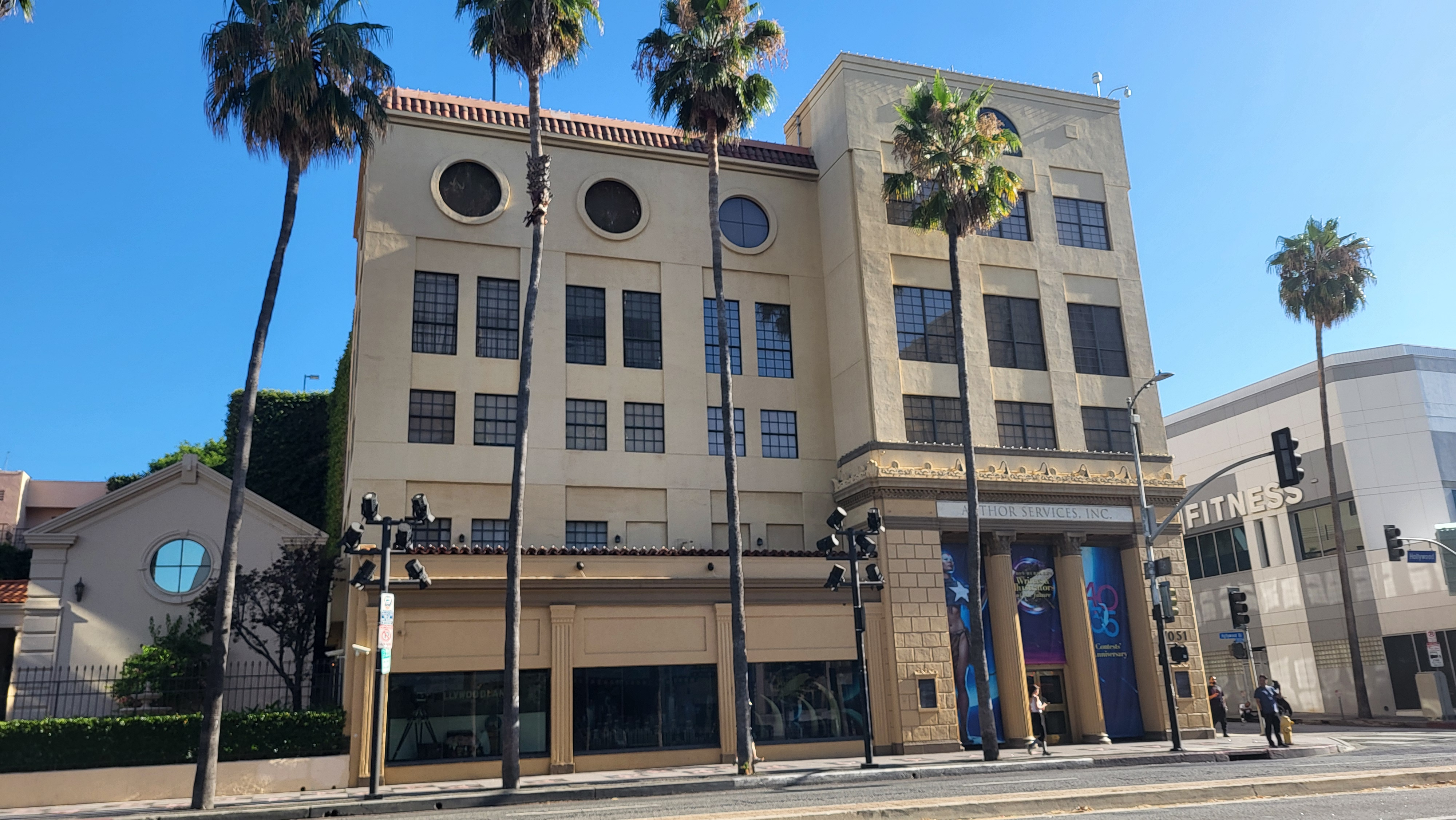
位於好萊塢保險大樓的“作者服務公司”，曾稱“賀伯特博物館”（L. Ron Hubbard Museum
）和“賀伯特畫廊”（L. Ron Hubbard Gallery）

作者服務公司（Author Services Inc., ASI）代理賀伯特的文學、戲劇和音樂作品，它由靈性技術教會全資擁有。作者服務公司舉辦「未來作家」與「未來插畫家」競賽吸引小朋友。銀河出版社（Galaxy Press）是作者服務公司的子公司，於2002年從橋出版社分離出來。這兩個組織位於好萊塢大街7051號。

## 基地和主要園區

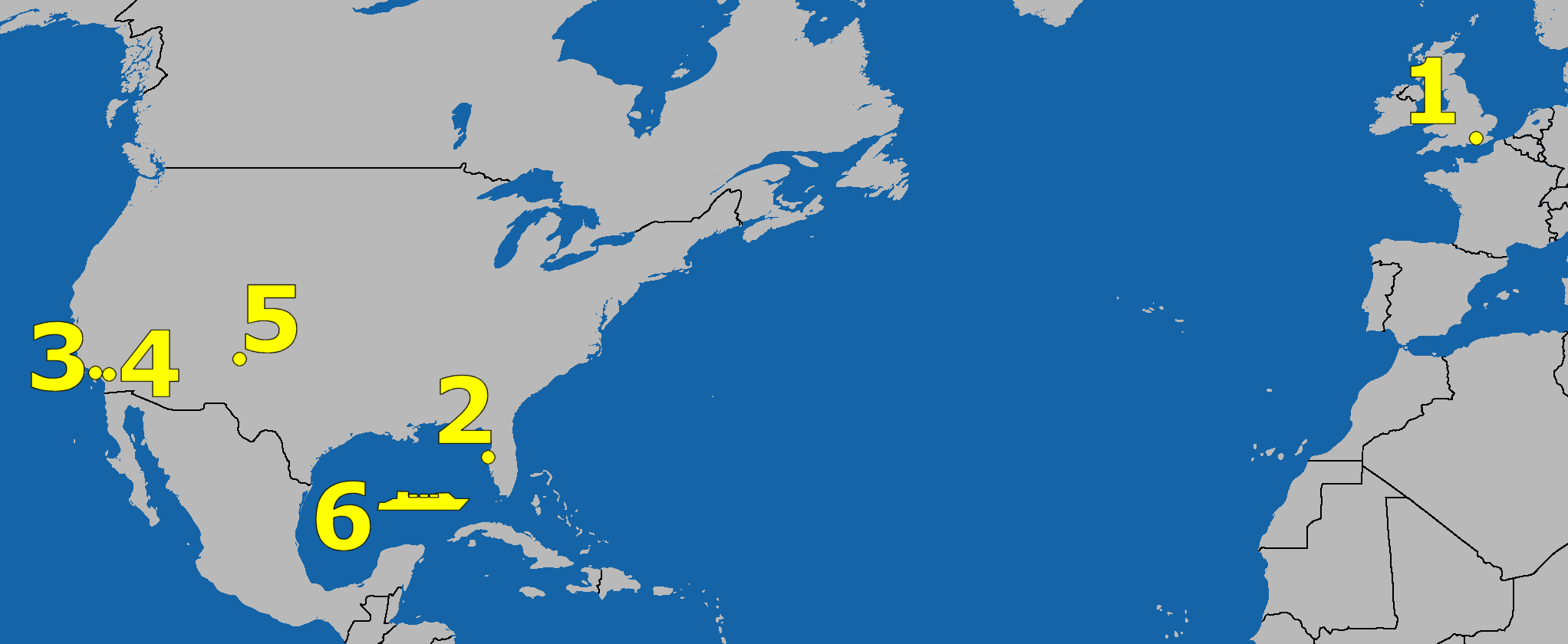
山達基基地主要位於美國與英國，如下：
1. 聖崗莊園（Saint Hill Manor） 2. 陸地旗艦基地（Flag Land Base） 3. PAC Base 4. 黄金基地 5. 特莱門提納基地（Trementina Base） 6. 自由風號

美國加州洛杉磯是世界上山達基教徒和山達基相關組織最集中的地方，其中山達基教會最明顯存在於該市的好萊塢區。山達基在美國西海岸的總部就位於此處，正式名稱為太平洋地區司令基地（Pacific Area Command Base），該建築曾爲一所醫院，改塗為藍色之後也俗稱「大藍」。

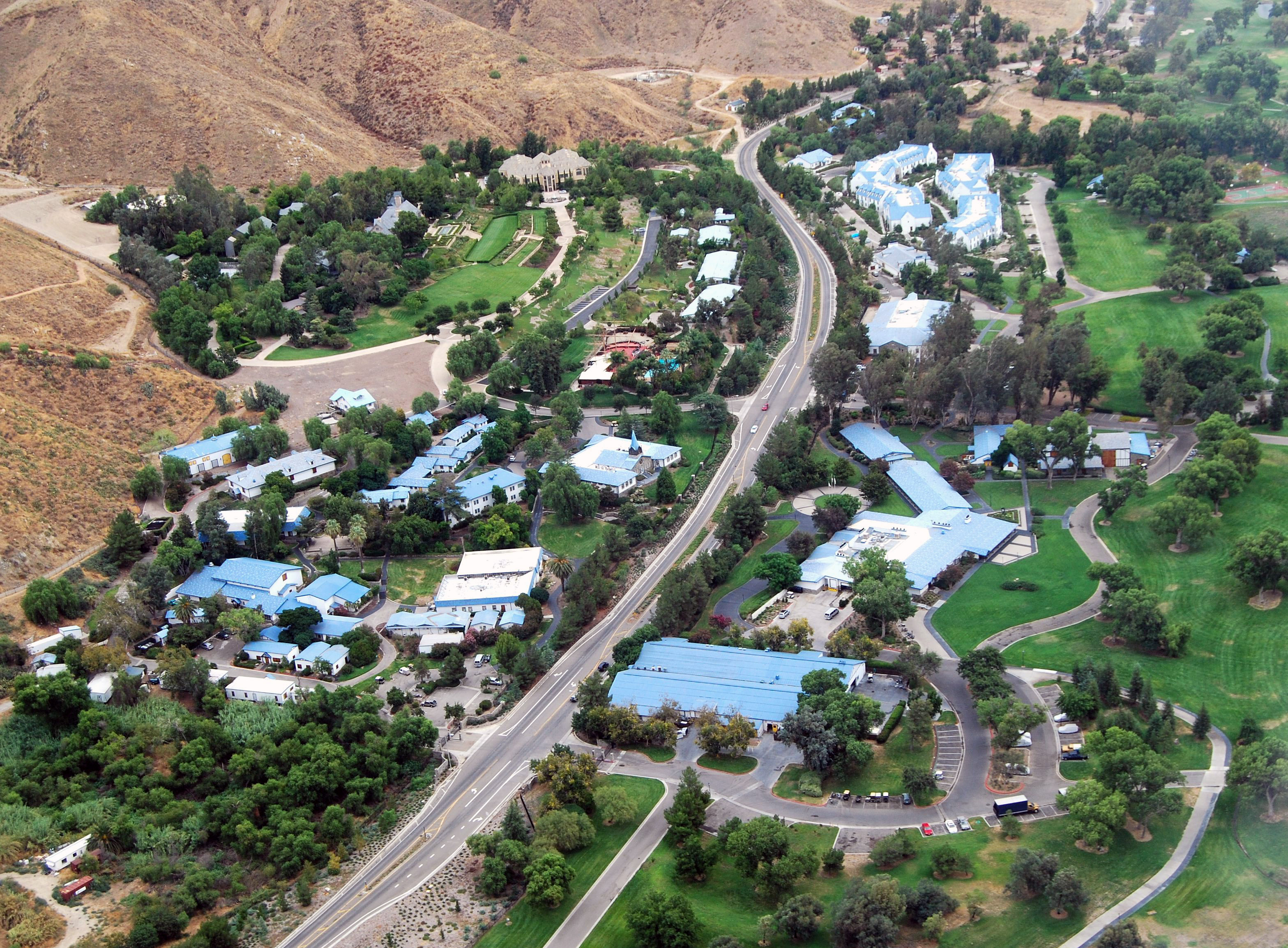
黃金基地航拍

山達基教會在1978年，買下了美國加州南部河濱縣的吉爾曼溫泉度假村。將它改造成了教會的「黃金基地」。這裡是宗教技術中心和國際山達基教會的辦公室所在地，還包括宣傳機構：黃金年代製片廠。
在美國新墨西哥聖米格爾縣的一個非建制地區，教會建立了「特莱門提納基地」（Trementina Base）。自1980年代末，這裏作爲靈性技術教會（Church of Spiritual Technology）的備份處，宗教創始人賀伯特親筆撰寫的著作被刻在不锈钢板上，并装入地下的用氩密封的钛胶囊中保存。基地還建有機場，和巨大的靈性技術教會標志。前教會人士提到，這些設計方便山達基人未來從宇宙其他地方回到這裏尋找真蹟。

## 掩護機構傳教
山達基教會通過贊助一系列非營利團體組織來推廣山達基教的教義和實踐，但不直接表明相關利益關係。這些隱蔽的附屬組織自稱是教育機構，戒毒所甚至救援機構等。
早期，那可拿（Narconon）直接使用山達基課程，該組織並由山達基人員直接管理。但當記者或政治家提出了那可拿與山達基的聯繫，該組織一再處於爭議的中心。山達基教會不僅是有嚴重的公眾形象問題，那可拿與山達基的聯繫更出現了憲法上的疑問，政府機構贊助宗教附屬組織是不適當的。 當那可拿處理程序被宣稱爲醫學上不健全的，這些爭論進一步加劇，有許多指控那可拿向山達基教會提供了資金籌集和招募計劃。  1998年3月1至5日，波士頓先驅報一系列暴露了兩個與山達基相關的團體，那可拿和世界掃盲運動，使用反毒和學習閱讀的計劃，以獲得進入公立學校的機會，而沒有透露他們與山達基的聯繫。  在先驅報告發表後，國際山達基的總統赫柏·延奇，證實該教會的洛杉磯律師事務所聘請了一家私人調查公司，調查該系列記者約瑟夫·馬利亞的個人生活，該報導指出多年來，有無數其他事件，在記者們寫故事揭露教會的不端行為之後，受到“噪音調查”的騷擾。
為了針對他們被視作一個教會的營銷工具，那可拿開發出了自己的非宗教教材。這些變化通過了數版本，產生了當前的“新生活程式”。雖然這個程式是非常類似源本的山達基課程，但那可拿堅持認為，這完全是“非宗教”的性質，更幾乎沒有在其出版物上提到山達基。可是，至少有一個那可拿組織介紹自己為FSMs，一個山達基外圍職員的縮寫。
這些變化並未有平息爭議。

## 歷史事件

### 在西班牙
1988年12月，山達基教會總裁赫柏·延奇在西班牙被捕，經調查後發現，他和山達基教會詐騙西班牙公民，和在那可拿中心使用不合格的工作人員。亦有西班牙公民開始频繁的拨打電話至法院，抱怨遭到那可拿蒙蔽。 法官在案件的新聞發布會上說，山達基唯一的上帝是金錢。他並說，那可拿騙客戶和吸引他們到山達基。

### 在意大利
1989年，75個山達基信徒在意大利被逮捕，調查表明，“吸毒者父母付出沉重的月費，但沒有得到任何回報。”

### 在美國俄克拉何馬州
1990年代初期，那可拿在俄克拉何馬州紐柯克附近，山達基教會在當地開設了一個大型治療中心，引起當地一家報紙上一系列的批評文章。
當俄克拉何馬州的衛生署要求批准那可拿中心時 ，其心理健康委員會則拒絕，並指出“沒有科學的、受到良好控制的、獨立的、長期的研究結果，直接和明確地確立那可拿程式的有效性，用於治療對化學藥品的依賴。反而有更可信的證據，證明那可拿的程式無效 ..... 委員會得出結論認為，該程式在醫學上是不安全。”。即使著名大報紐約時報也寫了一篇故事，詳細說明這個城市最初的樂觀前景，但被不信任、沮喪和恐懼取代了。有市民表示那可拿不誠實，沒有明確聲明它與山達基教會的聯繫、資金的籌措、醫療的資格、及工程的計劃。
但是，那可拿發言人則回應並反擊這些市民，那可拿的發言人說：＂所有的不實報告都來自謊稱的市民而且“他們若不是販賣毒品勾結，便是正在使用毒品。”＂。加上，那可拿的律師蒂姆·鮑爾斯更是針對俄克拉荷馬州的機構和官員提出了一系列的法律訴訟，最終獲得位於亞利桑那州的評審委員會和康復設施（CARF）的承認。
1992年，俄克拉何馬州的官員妥協，並同意允許那可拿的經營，所以無需執照。

### 在美國佛羅里達州
1999年，山達基在佛羅里達州清水鎮，試圖將那可拿毒品教育計劃，引入皮內拉斯縣學區。 聽證會後，在這個問題上，學校區委員會拒絕讓學生參加這一項反毒品計劃，因為計劃的基礎是山達基創始人L·羅恩·賀伯特的作品，在學校教學生什麼“情緒等級表”是不恰當的反毒課程。

## 在台灣的發展
2013年11月30日，南臺科技大學的蔡福記教官特別邀請山達基教會一同聯手合作，舉辦一場反毒教育講座活動。
2008年，山達基教會買下高雄市七賢二路329號的閑置十餘年的京王飯店。2013年12月7日，山達基教會高雄理想機構大樓正式啟用，它是台灣第一間山達基教會、亞洲第一間理想機構，也是當時世界上最大的山達基理想機構。